# Bíró Endre (jogász)
Bíró Endre (1955) jogász, ügyvéd. A „Pedagógusok Jogi Értesítője” és az „Alapítványok és Egyesületek Jogi Értesítője (CIVIL KÖZLÖNY)” című jogi szakmai periodikák szerkesztője. Címzetes egyetemi tanár az ELTE Bárczi Gusztáv Gyógypedagógiai Karon; az egyetemi alapképzésben a "Joghasználat, jogalkalmazás a köznevelésben" kurzus (2001-2022); míg a mesterképzésben a "Jogpedagógia" kurzus (2012-2022) bevezetése és oktatása fűződik a nevéhez.

## Családja[4]
Édesapja, Bíró László (1914–1970) textilmérnök, pártmunkás, korai halálakor a Magyar Pamutipar MSZMP Bizottságának titkára volt. Édesanyja, Frei Judit Eszter (1929-2011) közgazdász, középiskolai igazgatóként ment nyugdíjba. 16 éves korától nevelőapja, dr. Fenyő Imre (1913-1992) közgazdász kandidátus, nyugdíjazásáig a Kereskedelmi és Vendéglátóipari Főiskola (ma: BGE Kereskedelmi, Vendéglátóipari és Idegenforgalmi Kar) főigazgatója volt. Testvérei: apai ágról Bíró Mária (1945-2011) nyelvtanár, író; anyai ágról Kürti Gábor (1950) újságíró, természetgyógyász. Felesége, Bíróné Kalmár Katalin 1975 óta a társa; csoportvezető gyógytornászként ment nyugdíjba a Péterfy Sándor Utcai Kórház-Rendelőintézet és Baleseti Központ állományából, ahol közel negyven évet dolgozott. Egyik lányuk Kata kommunikációs menedzser; másik lányuk Ági közgazdász, mindketten családosok. Két unokájuk született 2022-ig: Nóri és Dani.

## Tanulmányok – személyi kapcsolódásokkal[5]
Alapfokú tanulmányok: Ungvár Utcai Általános Iskola (ma: Zuglói Hajós Alfréd Magyar-Német Két Tanítási Nyelvű Általános Iskolából  (1965-1969). Innen ered máig tartó barátsága Tamása Imre osztálytársával.
Középfokú tanulmányok: Landler Jenő Gép- és Híradásipari Szakközépiskola Számítástechnika Szak (ma BMSZC Újpesti Két Tanítási Nyelvű Műszaki Technikum (1969-1973). Osztályfőnöke Papp Jenőné†  volt, aki a középiskolai négy évben végig segítette, támogatta Endre humán irányultságú (irodalmi, történelmi, ifjúságmozgalmi, világnézeti, publicisztikai) ambícióit. Több évtizedes barátságai a középiskolából: Luczek Sándor, Csizmár Gábor, Moravcsik János, Puszta Sándor.
1973 őszétől 1974 augusztusáig 11 hónapos, „előfelvételis” sorkatonai szolgálatát töltötte Kalocsán. A katonai viszonyokhoz való sikeres alkalmazkodásban segítették akkori bajtárs barátai: Masszi Péter, Koncz Sándor†, Darabánt Gusztáv, Bakó György†.
Felsőfokú tanulmányok: ELTE Állam- és Jogtudományi Kar (1974-1979). A leginkább "vizsga-stresszel terhelt" egyetemi években legközelebbi barátai voltak Kovács Ervin  és Szegvári Péter. 
Bírói-ügyészi szakvizsgára felkészítő képzés (Fővárosi Főügyészség, Ügyészség 1979 – 1981.) Ebből a korszakból ered az életpálya tekintetében meghatározó jelentőségű barátsága és jogi vállalkozói együttműködése dr. Nagy Attilával.

## Életpálya – személyi kapcsolódásokkal[6]
1979 és 1987 között általános felügyeleti ügyészként dolgozott a Budapesti II. és III. kerületi Ügyészségnél.  Kiváló mentora és segítője volt az ügyészségi fogalmazói években dr. Engler M. Tamás †; majd az ügyészi munkában olyan nagy tudású, tekintélyes vezető ügyészek segítették a munkában, mint dr. Hajdú Mária , dr. Gáspárdy László  és dr. Lévai Tibor. Közvetlen főnöke, Poós Károlyné dr. kerületi vezető ügyész megértéssel és segítő szándékkal kezelte Bíró Endre büntetőjogon kívüli (államjogi, államigazgatási jogi és munkajogi) érdeklődéséből illetve beszédakadályozottságból eredő adottságait, sajátosságait. Ez nagy mértékben megkönnyítette az ügyészi munkában történő frusztrációk és válsághelyzetek nélküli elmélyülését. Ügyészségi kollégájával, dr. Nagy Attilával 1986-ban határozták el egy „jogi információs szolgáltatás” létrehozását. Első lépésként, egy ezt megalapozó jogszabályi adatbázis megépítését kezdték el az akkori Commodore Plusz 4. típusú (64 KB operatív memóriájú) személyi számítógépen. Ez az idea és a megkezdett (Magyarországon akkor még egyedülálló) jogi adatbázis építése vezetett 1987 év végével az Ügyészségtől távozáshoz.
Az ügyészi munka mellett 1985-től 1987-ig az MTA [Soros Alapítvány] ösztöndíjának támogatásával a hatósági jogok belső jogösszehasonlítással történő kutatásával foglalkozott. Ennek eredményeként készült el a „A Hatóság” című kismonográfia, amit a [Közgazdasági és Jogi Könyvkiadó] (KJK) 1990-ben „Mit tehet az állam a polgáraival?” címmel, önálló kötetben megjelentetett. Segített ebben – és később további könyvek kiadásában is – a KJK akkori főszerkesztője, dr. Szentpéteri Petronella és szerkesztője, dr. Csisnier Ildikó.
1988. január 1-től kezdődően mind a mai napig önálló jogász: a Budapesti 54. számú Jogtanácsosi Munkaközösségükben, majd ennek megszűnését követően az 54. számú Ügyvédi Irodában dolgozott társával, dr. Nagy Attilával egészen a nyugdíjba vonulásukig. 2019. évtől nyugdíjas, egyéni ügyvéd. A jogtanácsosi és ügyvédi munka tartós megbízásainak teljesítése során több cégvezetővel és intézményigazgatóval alakult ki tartós barátság: Lukács Ákossal, Rohrböck Ivánnal, Harci Tiborral †, Budai Györggyel, Nemoda Istvánnal, Kogon Mihállyal.
25 éven át társtulajdonosa és szerkesztője volt a jogi információval foglalkozó Árboc Szolgáltató Kft.-nek, amelyben 1990 és 2015 között dr. Nagy Attilával együtt készítették és forgalmazták a „ÁRBOC Számítógépes Jogalkalmazói Programot” (műfajában az első jogszabályi adatbázis és keresőprogram volt Magyarországon); az ún. „Szürke jogszabály-kiadványokat”, az „Eljárási Törvények” és az „Adókedvezmények A-tól Z-ig” című évkönyv-sorozatokat, valamint a „Jogszabályok Változásmutatója” című jogi szakmai periodikát. A számítógépes feladatok ellátásában és a felmerült informatikai problémák kezelésében Nonn László segített rendszeresen.
Az 1988 és 2000. közötti években kezdeményezője, majd egyik vezetője volt a Gyermekérdekek Magyarországi Fóruma egyesületnek, a Diákjogi Charta mozgalomnak , a Gyermekjogi Műhely szakmai közösségnek és az Állampolgári Tanulmányok Központja Kht.-nak. E civil programok és mozgalmak, intézmények szervezése, működtetése körül olyan szellemi holdudvar alakult ki, amelyben kivételes egyéniségek és szakmai óriások is részt vettek és sugározták a maguk inspirációit. Ilyen volt például Loránd Ferenc ; Trencsényi László ; Mihály Ottó, Csizmár Gábor, Pál Tamás , Papp György, Sári Lajos, Friss Péter.
Civil nonprofit jogi szakértőként több törvénytervezet kidolgozásában vett részt: közhasznúsági törvény (1998); Nemzeti Civil Alapprogramról szóló törvény (2003); közérdekű önkéntes tevékenységről szóló törvény (2005). Elsősorban Csizmár Gábor és Kiss Péter  szocialista politikusokat segítette jogi szakértői véleményekkel, tanácsokkal, jogalkotási javaslatokkal munkájuk során – baráti munkakapcsolatban. Több ciklusban is ellátott a Magyar Szocialista Párt országgyűlési frakciója, illetve a szocialista-liberális kormányok aktuális miniszterei, államtitkárai számára külső szakértői feladatokat a gyermek- és ifjúsági jogok, a közoktatási jog, munkajog és a civil nonprofit jog területein.
A társadalmi humán innovációt támogató Ashoka világszervezet  dr. Bíró Endrét 2001. évben felvette tagjai közé és Ashoka-ösztöndíjjal segítette a jog megismerésében hátrányos helyzetű társadalmi rétegek számára nyújtandó jogi információs szolgáltatások kialakítását a Jogismeret Alapítvány keretei között.  E projekt eredményei lettek: a JOGHÁZ – elektronikus (későbbiekben internetes) felületeken; JOGKERESŐ kiadványok és szoftverek, adatbázisok készítése; JOGHASZNÁLÓI KÉPZÉSEK közoktatási, felsőoktatási és felnőttképzési területeken. Az Ashoka-tagok közösségéből a 2001. és 2021. közötti húsz évben baráti jellegű kapcsolat alakult ki Szabó Andrással , Orbán Péterrel, Csermely Péterrel, Csató Zsuzsával.
A Jogismeret Alapítvány  munkájában a megalapítástól (1998) kezdődően a mai napig folyamatosan részt vesz. A Jogismeret Alapítvány jogi ismeretterjesztő tevékenysége a jogászok által nem-jogász felhasználói rétegek számára nyújtott jogi tájékoztatásra, felvilágosításra, a mindennapi joghasználatra felkészítésre irányult. Pedagógus-továbbképzések, diákjogi- és gyermekjogi képzések szervezése; iskolajogi -, valamint civil nonprofit jogi és jogismereti kutatások folytatása valamint az ezekhez kapcsolódó kiadói tevékenységek valósították meg ezt a küldetést. A 2010-es évektől kezdve az alapítványi tevékenység fokozatosan beszűkült és a 2020-as évekre már csak a Civil Közlöny és a Pedagógusok Jogi Értesítője című közlöny-folyóiratok kiadásának feladatai maradtak. A Jogismeret Alapítvány programjaiban történő részvételek, közreműködések szakmai barátságokat hoztak: Szentirmai Judittal, Tóbiás Lászlóval , Garas Ildikóval, Virág-Karsai Orsolyával, Jásper Andrással, Kovács Ervinnel, Roth Ágnessel, Kontra Györgynével, Kristóf Józsefnével.
A 2000-es években a Nemzeti Civil Alapprogram (NCA) Tanácsának Alelnöke volt az intézmény első ciklusában (2003-2006), majd a második ciklusban (2007-2010) a Tanács tagja. Az NCA-hoz kapcsolódó civil közéletben töltött 6 évben baráti együttműködésben dolgozott dr. Bódi Györggyel, Bárdos Ferenccel, dr. Nagy Ádámmal , Ferencz Klaudiával.
A Betegjogi-, Ellátottjogi-, Gyermekjogi Közalapítvány  
Kuratóriumának tagjaként (Csehák Judit elnöklésével és Németh László,Lévay Miklós, Somfai Balázs kuratóriumi tagtársakkal) közreműködött a gyermekjogi képviselők intézményi rendszerének felállításában, működtetésében és szakmai irányításában a 2004. évi megalakulástól kezdve a 2011. évi megszüntetéséig. Gyermekvédelmi kérdésekben ez idő alatt a szakma klasszikus nagyjai segítették: Gáspár Károly † , Herczog Mária , Katonáné Pehr Erika .
2004. évtől a "Jelen- és régmúlt-környezet geofizikai kutatásáért Alapítvány" kuratóriumi elnöke, 2021-től kurátora.
Több programban és tevékenységben is kapcsolatba került a magyarországi fogyatékos esélyegyenlőségi mozgalmakkal, szervezetekkel, intézményekkel. Ezek során közeli, baráti együttműködés alakult ki Bíró Endre és a hazai fogyatékosságügy több akkori bázis-személye között, például: Könczei György, Kálmán Zsófia  Archiválva 2023. március 11-i dátummal a Wayback Machine-ben, Kogon Mihály, Gombos Gábor † , Kovács Gábor, Szauer Csilla, Luczek Sándor, Tausz Katalin, Krémer Balázs, Nádas Pál.
A Bárczi Gusztáv Gyógypedagógiai Főiskolán, majd az ELTE Bárczi Gusztáv Gyógypedagógiai Kar szervezetében az 1999. évtől jogászként –, majd 2002-től 2022-ig óraadó tanárként eltöltött, több mint húsz esztendő alatt, szinte baráti viszonyban, eredményesen együtt dolgozott több főnökével és munkatársával: Mesterházi Zsuzsával, Könczei Györggyel, Deszpot Gabriellával, Zászkaliczky Péterrel , Novák Géza Mátéval , Cserti-Szauer Csillával , Tamás Katalinnal , Horváth Péterrel , Papp Gabriellával és Perlusz Andreával .

## Népszabadság,Népszava
Bíró Endre az 1990-es rendszerváltás óta publikál közéleti írásokat a Népszabadságban, majd annak megszüntetése után a Népszavában. Hozzávetőlegesen nyolcvan publicisztikai írása jelent meg a két újság „Fórum” és „Vélemény” rovataiban, valamint a „Visszhang” és „Szép Szó” mellékletekben a jogalkotás, jogalkalmazás és a közpolitika egyes jelenségeiről. A több mint 30 éves cikk-szerzői pályafutás szerkesztői – Bossányi Katalin, Révész Sándor) és N. Kósa Judit – gondozták e közéleti publicisztikák megjelenését. 
2022-ben „Mint cseppben a tenger…” címmel (szerzői magánkiadásban) Bíró Endre megjelentette könyvként a Népszabadságban és Népszavában megjelent negyvenegy újságcikkét – valamint az „UTÓIRAT, 2022.” formájában az egyes cikkekhez illesztett mai reflexióit – az „Orbán-rendszer két évtizede” tematikában. ISBN 978-615-01-6139-6 (mobi); ISBN 978-615-01-6138-9 (epub)

## Bíró Endre – BIBLIOGRÁFIA
Könyvek, nyomdai és elektronikus kiadványok, tanulmányok, folyóiratcikkek, szerkesztői és lektori közreműködések jegyzéke.

## Önálló (egy szerzős) könyvei és kiadványai
„Mit tehet az állam a polgáraival? Az állam hatósági tevékenységéről és a hatósági eljárások jogi szabályozásáról.” Lektorálta Lévai Tibor. (Közgazdasági és Jogi Könyvkiadó, 1990.) ISBN 963 222 204 0
„A gyerekek jogairól (Írások a jogi elmélet, a tételes jogok elemzése, a jogalkalmazási tapasztalatok és a jogi ismeretterjesztés köréből)” A szerző kiadása:1993. ISBN 963 450 457 4.; 2. kiadás: 
Iskolapolgár Alapítvány,1993. ISBN 1216-3996; 3. átdolgozott és bővített kiadás: Állampolgári Tanulmányok Központja, 1997. ISBN 963 04 8137 5
„Magyar Jogi Kisszótár” Jogi szakkifejezések, jogban használt idegen szavak, köznapi jelentésüktől eltérő tartalmú jogi fogalmak szótára (Lektorálta dr. Gáspárdy László) Közgazdasági és Jogi Könyvkiadó, 1996. ISBN 963 224 003 0
„Mozgástér a munkajogban (Miben lehet eltérni a Munka Törvénykönyvétől és a Közalkalmazotti törvénytől?)” Közgazdasági és Jogi Könyvkiadó, 1996.) ISBN 963 222 999 1
„Jog a pedagógiában – Tanároknak, nevelőknek, diákoknak, szülőknek” (Jogi lektor: dr. Szegvári Péter; Pedagógiai lektor: dr. Loránd Ferenc, Közoktatás-irányítási lektor: Csizmár Gábor); Pedagógus-továbbképzési Módszertani és Információs Központ Kht – Jogismeret Alapítvány, 1998.
„Jogok az iskolában?! Diákok, pedagógusok, szülők jogairól.” (Pedagógus–továbbképzési Módszertani Központ – Jogismeret Alapítvány, 2000.) ISBN 963 03 9803 6
„Jogi segédlet” kiadvány-sorozat a Jogismeret Alapítvány kiadásában:
•	„Segédlet az iskolai, kollégiumi Házirendek 2000. évi kötelező felülvizsgálatához”, 2000. ISBN 963 00 4273 8
•	„Jogi segédlet az óvodai, iskolai , kollégiumi Szervezeti és Működési Szabályzat (SZMSZ) elkészítéséhez, módosításához, törvényességi felülvizsgálatához”, 2001. ISBN 963 00 6725 0;
•	„Jogi segédlet az óvodai, iskolai Házirend és Szervezeti-Működési Szabályzat (SZMSZ) elkészítéséhez, módosításához, törvényességi felülvizsgálatához”, 2004. ISBN 963-204-095-3
•	„Diákönkormányzati Jogi Segédlet (Jogi kérdések – jogszabályi válaszok az ISKOLAJOGHÁZ gyakorlatából)”, 2001. ISBN 963 00 7634 9
•	„Kötelező munkavédelmi, balesetvédelmi jogi szabályozás a nevelési-oktatási intézményekben”, 2001. ISBN 963 00 67269
•	„Tűzvédelem jogi szabályozása a közoktatási intézményekben” 2001. ISBN 963 00 7421 4
•	„Munkajogi mozgástér a közoktatási intézményekben – kollektív szerződés, közalkalmazotti szabályzat, munkaszerződés, kinevezés” 2002. ISBN 963 00 9648 X
•	„Jogi segédlet az iskolai, óvodai, kollégiumi belső jogi normákhoz – alapító okirat, pedagógiai (nevelési) program, helyi tanterv, munkaterv, tanév-nevelési év helyi rendje, szervezeti és működési szabályzat, házirend, minőségirányítási program”, 2009. ISBN 963 204 097 X
•	„Jogi segédlet a pedagógusokra vonatkozó munkaügyi szabályokhoz”, 2011. ISBN 978-963-88965-2-0
•	 „A pedagógusokra vonatkozó munkajogi szabályozás I-II.”, 2012. ISBN 978-963-88965-3-7
„Jogok az iskolában – 2006 Iskolajogi problémák és jogpedagógiai kérdőjelek” (Jogismeret Alapítvány, 2006.) ISBN 963 229 602 8
„Jogalkalmazás, joghasználat – eligazodás a jogállamban” (Lektorálták: dr. Szegvári Péter alkotmányjogász, dr. Kovács Ervin ügyvéd, dr. Fenyő Imréné ny. iskolaigazgató, Bíró Kata és Kalmár Angéla főiskolai, illetve egyetemi hallgatók) Jogismeret Alapítvány, 2002. ISBN 963 00 9649 8
„Nonprofit Szektor Analízis – Civil szervezetek jogi környezete Magyarországon NOSZA projekt.” (Szerkesztette Márkus Eszter; lektorálta Fülöp Sándor.) EMLA Egyesület, 2002. ISBN 963 204 115 1
„JOGKERESŐ-kiadványok” készítése a Jogismeret Alapítvány kiadásában:
•	„Jogkereső iskolai, kollégiumi jogokhoz (Diákok, pedagógusok, szülők közoktatási jogai)”, 2002. ISBN 963 204 091 0
•	„Jogkereső a sajátos nevelési igényű és tanulási, beilleszkedési, magtatartási nehézséggel küzdő gyerekek, tanulók közoktatási jogaihoz”,2003: ISBN 963-204-093-7 2006. évben ISBN 963-204-095-3
•	„Jogkereső a pedagógusok jogaihoz” 2005. ISBN 963-204-094-5
•	„Jogkereső iskolai, óvodai, kollégiumi jogokhoz (Pedagógusok, gyerekek, tanulók, szülők jogai)”, 2007. ISBN 963-204-096-1
•	„Jogkereső a köznevelési jogokhoz (Gyermekek, tanulók, szülők jogaihoz; az óvoda, iskola, kollégium működésének szabályaihoz; a nevelési-oktatási intézmény belső jogi normáihoz; a joggyakorlás és jogérvényesítés eljárásaihoz)” 2013. ISBN 978-963-88965-4-4
„Jogi szótár (A hatályos magyar jogszabályok és EU jogi normák szakkifejezéseinek szótára.)” Lektorálta dr. Szegvári Péter. Dialóg Campus Kiadó, 2006. ISBN 963 7296 63 8
„Hol tartunk? A civil nonprofit szervezetek jogi szabályozásának problémái” (Jogismeret Alapítvány, 2010.) ISBN 978 963 88965 0 6
„Szótár a joghoz – oktatásban, munkában, közéletben, otthon” (Jogismeret Alapítvány, 2011.) ISBN 978-963-88965-1-3
„Pedagógusok Jogi Értesítője KÜLÖNSZÁM” („A gyermekek, tanulók, szülők, pedagógusok köznevelési jogai az óvodában, iskolában, kollégiumban” jogszabályi összeállítás – MIT HOL TALÁL? jogkereső segédlettel” Jogismeret Alapítvány, 2015 – 2022. közötti években. (Évi két alkalommal, január 1. és szeptember 1. napi hatályosítással.) ISSN 1417-992-x
„Bilincs vagy kilincs?! Joghasználat, jogalkalmazás a köznevelésben. Gyerekek, diákok, szülők és a pedagógusok jogairól az iskolában, óvodában, kollégiumban. SaNyI és BaTMaN gyerekek, tanulók külön jogairól. Jogpedagógia.” (Kiadó: Jogismeret Alapítvány; E!ső kiadás, 2017.; Második, javított kiadás, 2018. Harmadik, átdolgozott kiadás, 2019. – ISBN 978-615-81058-0-4; Negyedik, átdolgozott kiadás, 2021. – ISBN 978-615-81058-1-1
„Mint cseppben a tenger... A demokrácia és jogállam felszámolása, a korrupció intézményesülése Orbán évtizedeiben. Publicisztikák – mai utóiratokkal. (1999 – 2022)” A Szerzői magánkiadása. Megjelent e-könyvként a www.lira.hu; www.libri.hu; www.bookline.hu e-könyv kínálatában, 2022. ISBN 978-615-01-5847-1 (pdf); ISBN 978-615-01-6139-6 (mobi); ISBN 978-615-01-6138-9 (epub)

## Társszerzős könyvek és kiadványok; tanulmánykötetben és folyóiratban publikációk; szerkesztői és lektori közreműködések
„A büntetőjog határán” (A szabálysértési jogalkalmazás néhány problémája.) Magyar Jog, 1982/12. szám HU ISSN 0025-0147
„A büntetőjog határán” (A szabálysértési jogalkalmazás néhány problémája.) Magyar Jog, 1982/12. szám HU ISSN 0025-0147
„ A szabálysértési őrizet meghosszabbításának törvényességi problémáiról” Belügyi Szemle 1985/11. szám ISSN 0133-6738
„Az indokolatlan őrizetről” Belügyi Szemle 1986/4. szám ISSN 0133-6738
„Az általános felügyelet számítógépes elemzésének kifejlesztése” Ügyészségi Értesítő 1986/2. szám (ISSN ………)
„Az általános felügyeleti ügyészi munkát segítő, abba beépülő információs rendszer” című tanulmány a Bánáti-Bíró-Dörnyei-Stauber-Szentgáli munkacsoport által készített „Számítástechnika a törvényesség szolgálatában” című kötetben. MTA Államtudományi Kutatások Programirodája, 1988.
„Kézikönyv a gyerekekkel kapcsolatos jogi szabályozásról” Összeállította az 54. sz. Jogtanácsosi Munkaközösség (dr. Bíró Endre, dr. Mindler Jóüzsef, dr. Nagy Attila, dr. Vízkelety Marianna); Szerk.: Csizmár Gábor és Földi Katalin; (MUSZ-POLICOOP, Bp. 1989. ISBN 963 0264447)
„Gyermekek a jognak asztalánál – A hatályos magyar jogszabályok kritikai elemzése a Gyermek Jogairól szóló Egyezmény előírásai alapján és javaslatok az Egyezmény magyar jogrendbe illesztésére. Törvényjavaslat a gyermek- és ifjúságvédelmi gondoskodásról.” (Szerzők: dr. Bíró Endre, Csizmár Gábor, Deutsch Tamás, Körmendy-Ékes Judit, Papp György, dr. Vilus Antónia; Szerk.: Papp György és dr. Vilusz Antónia) Nemzetközi Gyermekmentő Szolgálat – Gyermekérdekek Magyarországi Fóruma, 1991. (Centum Nyomda – 91-335)
„Jelentés a gyerekek helyzetéről Magyarországon 1992.” című tanulmánykötetben (Főszerkesztő: Trencsényi László) „A Gyermekjogi Műhely jelenti” című fejezet és „A gyermeki jogok ma” című kistanulmány megírása, gondozása.) Gyermekérdekek Magyarországi Fóruma, 1993. HU ISSN 1216-4615
„A gyermeki jogok – ma” (Folyóiratcikk. Ezredvég, 1993/9. szám) ISSN 0238-2865
„A gyerek, a diák – mint jogalany” Háttér-tanulmány a „Diákönkormányzatok” című (Szerk.: Papp György) kötetben. Iskolapolgár Alapítvány, 1993. ISBN 963 04 3236 6
„A gyerekek jogi helyzetének néhány alapkérdése” (Folyóiratcikk. Társadalmi Szemle, 1994/10. szám) ISSN 0039-971X
„A gyermekek egyesülési és békés gyülekezési joga” (Írta: dr. Bíró Endre, Csizmár Gábor, dr. Harmath Luca, Papp György, dr. Vilusz Antónia) Belügyi Szemle, 1995/3. szám. ISSN 1218-8956
„A Diákjogi Charta Magyarázatai” (Szerzők: Dr. Bíró Endre, Jásper András, Koltai Péter, Makai Éva, Papp György, Radics Péter, Dr. Trencsényi László) Állampolgári Tanulmányok Központja, 1995. ISBN963 04 5813 6
„Diákjogok a közoktatási törvényben” (Írta: Bíró Endre – Koltai Péter – Papp György; Lektorálta: dr. Szüdi János) Állampolgári Tanulmányok Központja – Művelődési és Közoktatási Minisztérium, Bp. 1996. ISBN 963 673 561 1
„Együttműködés az iskolában” (Írta: Bányai Sándor, dr. Bíró Endre, Csizmár Gábor, Garas Ildikó, Koltai Péter, Mendrey László, Salamon Eszter; Szerk.: Koltai Péter és Papp György. Állampolgári Tanulmányok Központja – Művelődési és Közoktatási Minisztérium, 1997.) ISBN 963 04 9455 8
„Pályaorientációs füzetek. JOGÁSZ” (Írta: Bíró Endre és Garas Ildikó; Sorozatszerkesztő: Dr. Loránd Ferenc) Országos Közoktatási Intézet, 1997.
Cserélhető lapos jogi kézikönyvek készítése és folyamatos karbantartása a Közgazdasági és Jogi Könyvkiadónál (KJK) és jogutódjainál többféle szakmai jogágazatban. Bíró Endre és Csizmár Gábor közös szerkesztésében és hatályosításában jelentek meg 1990 és 2008. között az alábbi alapkötetek és az időszakonként pótlap-csomagjaik:
•	„Óvodák, Általános és Középiskolák, Diákotthonok, Gyermekintézmények Jogi Kézikönyve” KJK, 1990. + 60 db. időszakos hatályosító pótlap-csomag; ISBN 963 222 278 4
•	„Kulturális, művészeti és közművelődési intézmények, egyesületek, vállalkozások – alkotók, előadók – jogi kézikönyve” KJK, 1991 + 49 db. időszakos hatályosító pótlap-csomag; (ISBN 963 222 358 6 
•	„Települési önkormányzatok, képviselők, polgármesteri hivatalok jogi kézikönyve” KJK, 1994 + 133 db. időszakos hatályosító pótlap-csomag; ({ISBN|963 222 395 0}} 
•	„JOGSZERTÁR Orvosok, egészségügyi intézmények és vállalkozások Jogi Kézikönyve” KJK, 1994. + 19. db. időszakos hatályosító pótlap-csomag; ISBN 963 222 787 5
•	„Nonprofit Jogi Kézikönyv” KJK, 1998 + 63 db. időszakos hatályosító pótlap-csomag; (ISBN 978 963 224 213 2)
•	„A szociális munka és a gyermekvédelem jogi kézikönyve” KJK, 1999 + 25 db. időszakos hatályosító pótlap-csomag; ISBN 963 224 383 8
•	 „Közoktatási intézmények jogi szabályozása” Complex Kiadó Jogi és Üzleti Tartalomszolgáltató Kft., 2007 + 1 db. időszakos hatályosító pótlap-csomag. (HU ISSN 1788-7348)
„Önkormányzati Rendelettár” (Cserélhető lapos jogszabály-gyűjtemény a helyi önkormányzatoknak.) Összeállította: dr. Bíró Endre jogász és Csizmár Gábor önkormányzati képviselő. (Árboc Kft., 1993.) + 38 db. hatályosító pótlap.
„Jogszabályok Változásmutatója” című havi periodika nyomtatott formában. (Árboc Kft. 1993 – 1999. között, dr. Nagy Attilával közös szerkesztésben.)
„Adó- és tb-kedvezmények A-tól Z-ig” (Évkönyvek 1993,1994,1995, 1996. Árboc Kiadó, Bp. dr. Nagy Attilával közös szerkesztésben.)
„Az ügyvédekre vonatkozó jogszabályok” Kis jogszabály-sorozat. dr. Nagy Attilával közös szerkesztésben. (Közgazdasági és Jogi Könyvkiadó, 1995.) ISBN 963 222 811 1
„Diákjogok Magyarországon” (Folyóiratcikk; Társadalmi Szemle 1997/5. szám) HU ISSN 0039-971X
„Dokumentumok a gyermek- , az ifjúsági és a támogatói szervezetek, vezetői és szakértői számára” (Összeállította az Állampolgári Tanulmányok Központja részéről: Dr. Bíró Endre, Csizmár Gábor, Papp György.) Nemzeti Gyermek és Ifjúsági Közalapítvány, 1997 ISBN
„Törvény született a fogyatékossággal élő emberek érdekében Magyarországon” (Folyóiratcikk.) Írták: Könczei György – Bíró Endre – Kogon Mihály; ACTA HUMANA Emberi Jogi Közlemény No. 32. / 1998. HU ISSN 0866-6628
„Eljárási törvények” (Évkönyvek, 1999 – 2015. Összeállította: dr. Bíró Endre és dr. Nagy Attila.) Árboc Kft., ISSN 1586-1864
„Miért felel az utazási iroda. S miért nem?” (Folyóiratcikk.) Magyar Jog, 2000/3. szám. HU ISSN 0025-0147
„Az iskolai házirend törvényességéről” (Folyóiratcikk.) Miskolci Pedagógus, 2000/6. szám ISSN 1585-2326
„Jogalkalmazás a közoktatásban Útmutató és példatár” című cserélhető lapos jogi kézikönyv + 40 db. hatályosító pótlap szakmai szerkesztése dr. Bosch Mártával és dr. Varga Mária Beátával együtt a Raabe Kiadónál 1999 és 2010 között. ISBN 963 9194 38 7
"Mit tegyen a pedagógus, ha drogfogyasztást észlel az iskolában?" című tanulmány a „Kábítószer-fogyasztó Pygmalion a tanteremben” című tanulmánykötetben (Egészséges Ifjúságért Alapítvány kiadványa, Vác, 2001.)
„Törvényesség a választások során Jogi segédkönyv a 2002. évi országgyűlési választások lebonyolításához” (Szerkesztette Bíró Endre és Csizmár Gábor) KJK KERSZÖV Jogi és Üzleti Kiadó, Bp. 2002. ISBN 963 224 634 9
„Diákönkormányzati Segítő Csomag” (Írta Bagó Tamás,Gerő Márton,Milicz Ákos; Lektorálta:dr. Bíró Endre,Kiss Imre,Pál Tamás); Pest Megyei Diákönkormányzatok Hálózata (PMDH), 2002. ISBN 936-00-8703-3
"A gyermeki jogok érvényesítésének lehetőségei" (Kistanulmány.) Család, Gyermek Ifjúság folyóirat 2002/1. szám ISSN 1216-8416
Közlöny-folyóiratok szerkesztése:
"Önkormányzati Képviselők Közlönye (KÉK KÖZLÖNY)" Szerkesztette 1992 és 2003 között dr. Bíró Endre jogász és Csizmár Gábor önkormányzati képviselő; 2004 és 2012. között dr. Bíró Endre önállóan. Árboc Kft. 1992-2012. ISSN 1216-1691 
"Orvosok és Gyógyszerészek Közlönye (ZÖLD KÖZLÖNY)" Szerkesztette: dr. Bíró Endre és Csizmár Gábor. Árboc Kft. 1994-1997. ISSN 1218-3067
"Civil Szervezetek (Egyesületek és Alapítványok) Jogi Értesítője – CIVIL KÖZLÖNY" (Közlönyfolyóirat naptári évenként 4 db. számmal.) Szerkesztő: dr. Bíró Endre; Kiadó 2004 – 2008. között Árboc Kft., 2008-tól Jogismeret Alapítvány folyamatosan. ISSN: 1785-7449
„Pedagógusok Jogi Értesítője” (Közlönyfolyóirat tanévenként 10 havi számmal.) Szerkesztő: dr. Bíró Endre és Csizmár Gábor. Kiadó 1997-2008. között Árboc Kft., 2008. szeptembertől – dr. Bíró Endre önálló szerkesztésében – Jogismeret Alapítvány folyamatosan. ISSN 1417-992x 
„JOGKERESŐ CD-k” és honlapról működtethető Jogkereső-adatbázisok; Marton Mátyással (EUROREX Kft) és Nonn Lászlóval (MOZAIK Softrware Ház Kft.) közös szerzőségben:
- Diákjogok Jogkereső CD és jogi adatbázis (Lektorálta Jásper András; Jogismeret Alapítvány, 2005.)
- Munkavállalói Jogok Jogkereső CD (Foglalkoztatáspolitikai és Munkaügyi Minisztérium, 2006.)
- Fogyatékos Személyek Jogkeresője (Könczei Györggyel és Marton Mátyással közös szerzőségben) ELTE BGGYK, Eurorex Kft., Jogismeret Alapítvány, 2007)
- Civil Szervezetek Jogkeresője – honlapról működtethető alkalmazás és adatbázis. Közzététel: www.szmm.gov.hu; www.nonprofit.hu; www.joghaz.hu; (Szociális és Munkaügyi Minisztérium, NIOK Alapítvány, Jogismeret Alapítvány, 2008.)

„Törvényjavaslat az önkéntes segítő tevékenységről” című fejezet „Az önkéntesség Magyarországon” című konferencia-kötetben (Szerk.: F. Tóth András) Önkéntes Központ Alapítvány, 2003. ISBN 963 212 243 7
„A negatív diszkrimináció tilalmától az előnyben részesítésig…" tanulmány a „TÁGABB ÉRTELEMBEN VETT GYÓGYPEDAGÓGIA” című kötetben. (Szerk.: Zászkaliczky Péter, Verdes Tamás; ELTE BGGYFK – Kölcsey Ferenc Protestáns Szakkollégium, 2004.) ISBN 963 463 682 9
„A gyermek- és ifjúsági jogok érvényesülése” (Folyóiratcikk. Új Ifjúsági Szemle, 2004/3. szám.) ISSN 1785-1289
"A nonproft világ Tankönyv a nonprofit-ügyintéző- és a nonprofit-menedzser képzés rásztvevői számára." (Írták: dr. Bíró Endre, Papp György, Salaom Eszter. Lektorálta: Rónavári-Kedves László.) Heller Farkas Gazdasági és Turisztikai Szolgáltatások Főiskolája, 2005.
„A sajátos nevelési igényű gyermekek integrált oktatáshoz való jogának érvényesítéséről” című tanulmány az Oktatási Minisztérium Országos Oktatási Integrációs Hálózatának „Utolsó padból” programjában. (2004.) www.nefmi.gov.hu
"A gyermek és ifjúsági jogok érvényesülése" (Kistanulmány.) Új Ifjúsági Szemle 2004/3. szám ISSN 1785-1289
„A K.C.R.–dimenzió A közfeladat-ellátásban való civil részvétel jogi akadályai.” (A kutatási zárótanulmány szerzőtársai: dr. Bíró Endre, Könczei György, Luczek Sándor, Wéber László; Szerkesztette: Márkus Eszter. Lektorálta: dr. Fülöp Sándor. ) EMLA Egyesület, 2005. ISBN 963 86712 5 4
„A K.C.R.–dimenzió A közfeladat-ellátásban való civil részvétel jogi akadályai.” (Az önálló kötetben is megjelent kutatási zárótanulmány rövidített változata. Írta: Bíró Endre) Civil Szemle 2005/2. szám. ISSN 1786-3341
„Közhasznúsági jogi reform megalapozása” (Belső jogösszehasonlító kutatás a közhasznúság jogi intézményéről. Zárótanulmány.) Jogismeret Alapítvány, 2005. ISBN 963 218 896 9
„Kézikönyv civil szervezet alapításához ….” (Írta és szerkesztette: Nagy Ádám, Rózsahegyi Viktória; Lektorálta: dr. Bíró Endre) Új Mandátum Kiadó, 2005. ISBN 963 9609 18 8
„Útmutató az önkéntes törvényhez – amit a fogadó szervezeteknek tudniuk érdemes „A közérdekű önkéntes tevékenységről szóló törvényről –„ (Szerzői munkaközösségben dr. Bíró Endre írta az 1. fejezet: Alapkérdések, Gyakran Ismételt Kérdések szövegét. (Szerk.: dr. Bullain Nilda) Önkéntes Központ Alapítvány, 2006.
„Gyermeki jogok és az ifjúsági jogok fogalma” című tanulmány az „Ifjúságsegítés – Probléma vagy lehetőség az ifjúság?” című kötetben (Szerk.:Nagy Ádám) Új Mandátum Könyvkiadó,2007.ISBN 963 9609 45 5
„Agresszió az iskolában – és a jog? Helyzetkép, diagnózis, módszerek és eljárások” című tanulmánykötetben (Szerk.: Bíró Kata) „Az iskolai magatartásszabályozás jogi eszközeiről” című tanulmány szerzője dr. Bíró Endre. (Jogismeret Alapítvány, 2008.) ISBN 978-963-06-4407-5
„Bruttósított ÁFA–törvény A törvény saját hivatkozásaival egységes szerkezetben.” (Szerkesztette: dr. Bíró Endre; Szakmai lektor: Pergerné Fehér Ildikó) Árboc Kft., 2008. ISBN 978-963-06-4820-2
„Űr-emberek pedig nincsenek. (S ne is legyenek!) Az alanyi összeférhetetlenség jogi szabályozásának korlátjai” című kistanulmány a „Szemszögek – szakértői kommentárok az összeférhetetlenségi törvény kapcsán” című fejezetben. Civil Szemle, 2008/4. szám. ISSN 1786-3341
„Civil Ifjúsági Jelentés 2006–2007.” (Szerk. Nagy Ádám) egyik résztanulmánya a „Bíró Endre – Nagy Ádám: Jogi környezet” című fejezet. Új Ifjúsági Szemle 2008/2-3. szám. ISSN 1785-1289
„A civil szervezetek magyarországi működésének jogi kereteiről” (Folyóiratcikk, szerző: dr. Bíró Endre) Civil Fórum folyóirat, 2008/3. szám. ISSN 1582-4004
Húsz éve partnerségben – Az egyesülési jog egykor és ma (Konferencia-kiadvány, Előadás címe: „Fejlődés és a szabályozási környezet változásai”; Parlament, Budapest, 2009.)
„A civil nonprofit szektor jogi környezete” című kistanulmány a „Civil Jelentés 2007-2008.” (Szerk.: Nagy Ádám) című Különszámban. Civil Szemle 2009/1-2. ISSN 1786-3341
„ÁLOM ÉS RÉMÁLOM (A támogatási jogviszonyról)” Civil Szemle, 2010/1. ISSN 1786-3341
„Jogágazat születik… A gyermeki jogokról és érvényesülésükről Magyarországon Gyermekjogi műhelytanulmányok – 1.” (A kötetet szerkesztette és a „ A gyermeki jogok, mint új jogágazat: gyermeki anyagi jogok és gyermeki eljárásjogok” című tanulmányt írta dr. Bíró Endre. (Jogismeret Alapítvány, Bp. 2010.) ISBN 978 963 06 9655 5
„Ifjúságügy, ifjúsági szakma, ifjúsági munka” (Folyóiratcikk.) Írták: Bíró Endre – Nagy Ádám. Új Ifjúsági Szemle 2010/1. szám. ISSN 1785-1289
„A civil forrásbevonás lehetőségei a gyermekjóléti és gyermekvédelmi tevékenységben és a gyermeki jogok érvényesülésének biztosításában” című tanulmány (Írta: dr. Bíró Endre) az „Ünnepi Tanulmánykötet Filó Erika kandidátus egyetemi docens 70. születésnapjára” című (Szerk. Somfai Balázs) kötetben. Pécsi Tudományegyetem Állam- és Jogtudományi Kar, 2010. ISBN 978-963-642-344-5
„Közbeszerzés – Az új közbeszerzési törvény és végrehajtási rendelete a más jogszabályokból hivatkozások szövegével egységes szerkezetben” (Készítették a Bp. 54. számú Ügyvédi Iroda tagjai: dr. Bíró Endre és dr. Nagy Attila.) Árboc Kft, 2012. ISBN 978-963-9997-32-5

„Munkajogi törvények – Közszféra” (Készítette: dr. Bíró Endre) Árboc Kft., 2013. ISBN 978-963-9997-48-6
„Munkajogi törvények – Magánszféra” (Készítette: dr. Bíró Endre) Árboc Kft., 2013. ISBN 978-963-9997-47-9
„ÁRBOC SZÜRKE JOGSZABÁLYOK” kiadványsorozat az 1992 – 2012. közötti húsz évben. (Az egyes kiadványokat szerkesztették a Bp. 54. számú Ügyvédi Iroda tagjai: dr. Bíró Endre és dr. Nagy Attila). Például Alkotmány, Áe., Btk., Be., Ctv., Csjt., Gt., Ket., Közbeszerzés, Mt., Ptk., Pp, Vht., stb.
„Polgári Törvénykönyv – Ptké.-vel és a kapcsolódó törvényekkel” (Szerkesztette: dr. Bíró Endre) Árboc Kft., 2015. ISBN 978-963-9997-67-7
„Munka Törvénykönyve (Közalkalmazotti jelölésekkel!)” Szerkesztette: dr. Bíró Endre. Árboc Kft., 2016. ISBN 978-615-80327-1-1
„A civil nonprofit szervezetek jogi szabályozásának változásai 2010 és 2016 között” című tanulmány „A civilek hatalma – a politikai tér visszafoglalása” című kötetben. (Szerk.: Antal Attila) Noran Libro Kiadó, 2016. ISBN 978-615-5667-28-2
„BTMN SZAKMAI AJÁNLÁS – a beilleszkedési, tanulási, magatartási nehézséggel küzdő gyermekek, tanulók jogainak érvényesítéséhez” című szakmai tájékoztató. (ELTE Bárczi Gusztáv Gyógypedagógiai Kar munkaközösségének vezetőjeként több fejezet szerzője és az Ajánlás szerkesztője dr. Bíró Endre.) Kiadta az Emberi Erőforrások Minisztériuma a www.oktatas.hu honlapon., 2020. https://www.oktatas.hu/pub_bin/dload/kozoktatas/kerettanterv/BTMN_szakmai_ajanlas.pdf
„Az egyesülési jog ötven árnyalata” (Tanulmány.) Civil Szemle 2019/1. szám. ISSN 1786-3341
„Shrek, avagy egy ügyfél viszontagságai” című fejezet Nagy Ádámmal közös szerzőségben „Az ébredő jogerő” című kötetben (Szerk.: Kis Kelemen Bence és Nagy Ádám). Atheneum Kiadó, 2021. ISBN 978 963 543 099 4

## Kitüntetések, díjak, elismerések[13]
Kiváló Ifjúsági Vezető (KISZ KB. 1978);
Alkotó Ifjúság Pályázatok Díjai 
KISZ KB Országos I. díj a tanulmányi egyéni vállalásokról írt dolgozattal, 1977; 
Legfőbb Ügyészség II. díj az általános felügyeleti ügyészi munka fejlesztéséről szóló javaslattal, 1980; 
Legfőbb Ügyészség I. díj a szabálysértési őrizet törvényességi problémáiról készített tanulmánnyal, 1983; 
Legfőbb Ügyészség III. díj az általános felügyeleti statisztikai lapok számítógépes átalakításáról írt javaslattal, 1985.
MTA Soros Alapítvány ösztöndíja a hatósági jogok jogrendszeren belüli összehasonlító kutatására. Ajánlásukkal segítették az ösztöndíj elnyerésében: dr. Kálmán György és dr. Lévai Tibor. (1986-1987.) E kutatás eredménye volt a „Mit tehet az állam a polgáraival? Az állam hatósági tevékenységéről és a hatósági eljárások jogi szabályozásáról" című monográfia. A könyvet lektorálta a két ösztöndíjra-ajánló: Kálmán György és Lávai Tíbor. (Közgazdasági és Jogi Könyvkiadó, 1990.) ISBN 963 222 204 0
Gyermekekért-díj a gyermeki jogok érvényesítésében kifejtett tevékenységért (MÚSZ 1998);
Ashoka-tagság és ösztöndíj a jogi információhoz hozzáférés rászoruló társadalmi csoportoknak társadalmi (humán) innovációs módszerekkel történő biztosításáért (2001-2003.)
Ezüst-toll díj a jogi ismeretterjesztő írásokért a gyermek-, diák- és ifjúsági jogok körében (ISM, 2002),
Magyar Köztársasági Érdemrend Lovagkeresztje (2006) állami kitüntetés a civil szervezetek működésének segítéséért és a jogi információ területén kifejtett két évtizedes tevékenységért.
Az Önkéntesség Támogatója Díj (Önkéntes Központ Alapítvány, 2007).
"Címzetes egyetemi docens" cím (ELTE Szenátus, 2012.)
"Címzetes egyetemi tanár" cím (ELTE Szenátus, 2018.)
"Dékáni Elismerő Oklevél" (ELTE Bárczi Gusztáv Gyógypedagógiai Kar Dékán, 2023.)